# 天主教古晉總教區
天主教古晉總教區（拉丁語：Archidioecesis Kuchingensis）是羅馬天主教的一個教省總教區，位於馬來西亞砂拉越西部。總主教為傅雲生（2017年至今）。主教座堂是古晉的聖若瑟主教座堂。

## 歷史
宗座監牧區於1927年建立，1952年成為宗座代牧區，1976年升為總教區。總教區下轄美里教區和詩巫教區。

## 所辖教区
- 天主教美里教區
- 天主教詩巫教區

## 歷任總主教
- 鍾萬庭（1976年－2003年）
- 夏長福（2003年－2017年）